# 松島肇 (政治家)

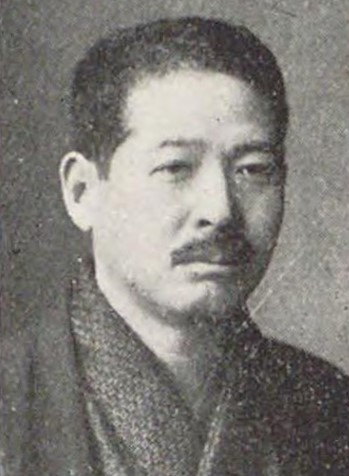
松島肇

松島 肇（まつしま はじめ、1881年（明治14年）5月15日 - 1969年（昭和44年）2月7日）は、日本の政治家、実業家。徳島県阿波市出身。明治大学法学部卒業。

## 経歴
松島素敬の息子として板野郡土成村土成（現在の阿波市土成町土成）で生まれる。京都の中学校を卒業後、1901年（明治34年）に上京して明治大学法科に入学し、卒業後は同大学の学生部長を務めた。
1906年（明治39年）に共同火災保険会社（現在のあいおいニッセイ同和損害保険の前身）に入社し、1910年（明治43年）には早稲田大学校友会に推薦された。
昌栄貯蓄銀行、日本資金信託、第一倉庫、安全印刷、摂津煉瓦、大阪計器製作所、中央インキ、東海市場、東亜フェルト各株式会社の社長、美馬郡是製糸、カルチウム鉱泉、東亜織布、常盤商工、黒崎電機製作所、市岡電気工業、東京絹綿紡績、大阪造船所（現ダイゾー）各株式会社の取締役、東京リベット製造、日東炭鉱、日本鋼管シャフト、城南土地各株式会社の監査役などに就いた。
1917年（大正6年）、第13回衆議院議員総選挙に当選し、1924年（大正13年）まで衆議院議員を2期務めた。
1931年（昭和6年）5月、経営する糸崎船渠株式会社・帝国毛織紡績株式会社などから約300万円を横領して熱海宝塚土地株式会社に注ぎ込んだとして、業務上横領・商法違反で大審院で懲役2年6か月の判決を受けた。また三池炭鉱株式会社創設に関わる5万7千円詐欺事件で、同年7月の大審院判決で懲役2年が確定した。
1969年（昭和44年）2月7日、東京都で没する。享年89。